# Oxya cyanoptera
Oxya cyanoptera är en insektsart som beskrevs av Carl Stål 1873. Oxya cyanoptera ingår i släktet Oxya och familjen gräshoppor. Inga underarter finns listade i Catalogue of Life.